# Corinne Maier

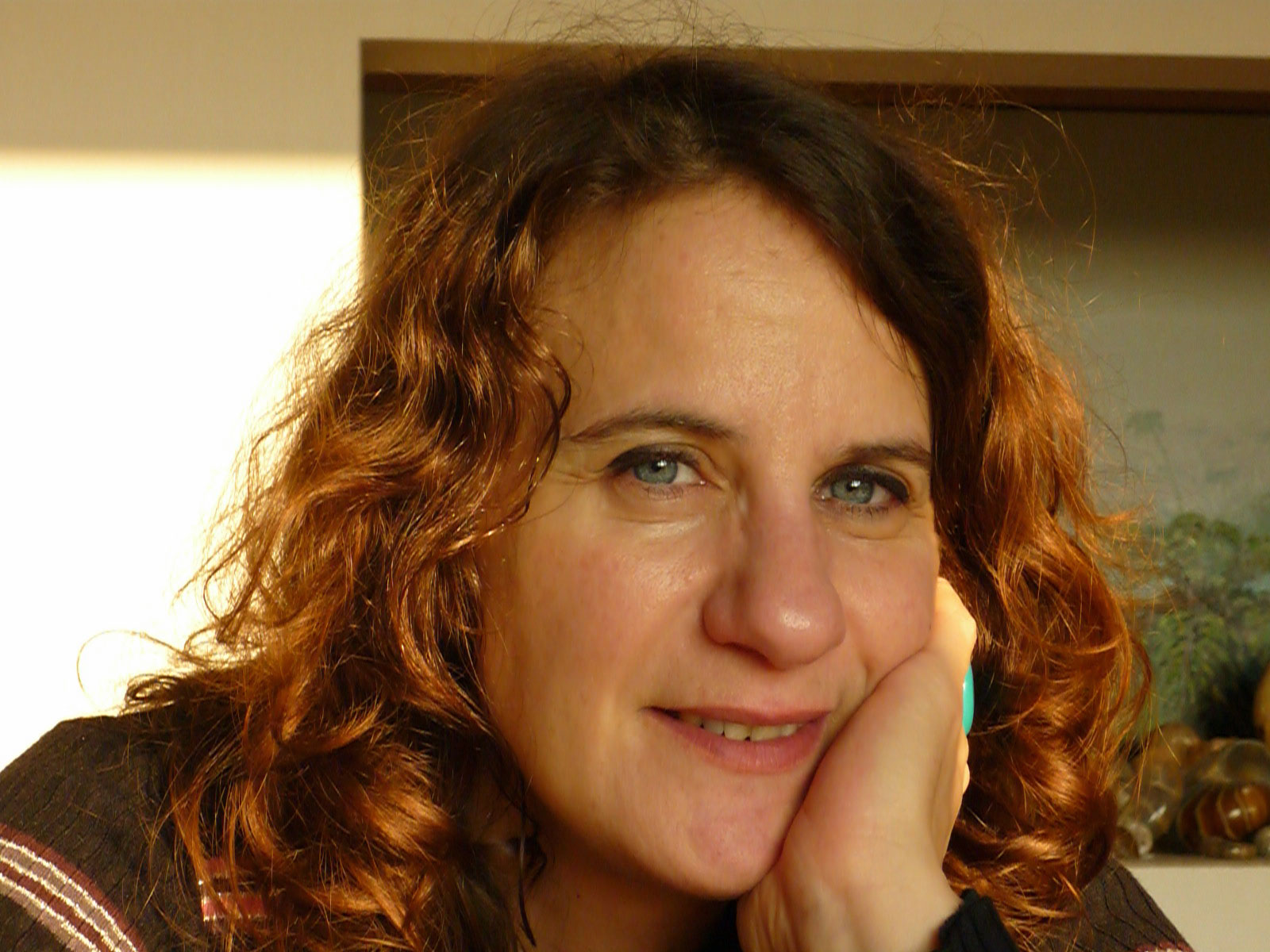
Corinne Maier

Corinne Maier (* 7. Dezember 1963 in Genf) ist eine französische Psychoanalytikerin, Volkswirtin und Politologin, die beim französischen Energiekonzern EDF arbeitet und sich nebenberuflich als  Publizistin betätigt. Sie ist in Deutschland vor allem mit Die Entdeckung der Faulheit (Originaltitel: Bonjour Paresse) bekannt geworden.  Nach Erscheinen des Buches, das in dreißig Sprachen übersetzt und weltweit mit mehr als einer halben Million verkauften Exemplaren zum Bestseller wurde, hatte sie ihr Arbeitgeber entlassen, sie wurde aber nach Einspruch der Öffentlichkeit wieder eingestellt. Neben ihrem Beruf arbeitet sie weiter als Schriftstellerin.

## Die Entdeckung der Faulheit
Corinne Maier entlarvt in diesem Buch in anschaulichen Beispielen das Unternehmen als Zentrum für Phrasendrescherei, als Reich des Absurden, in dem oft die Aktion das höchste Ziel der Aktion ist:

„Da das Unternehmen es (…) ebenso wenig wie die Gesellschaft versteht, die Menschen hinter sich zu scharen, erschafft es künstlich eine ‚große Familie‘, indem es Zeichen in die Welt setzt, mit denen die Arbeitnehmer sich identifizieren sollen.“

„Das höchste Ziel des Unternehmens besteht darin, den Arbeitnehmer dahin zu bringen, dass er sich ganz alleine Dinge aufhalst, die ihm normalerweise von außen aufgebürdet werden müssten.“

Corinne Maier kommt zu dem Schluss, dass man sich im Arbeitsleben so wenig wie möglich einsetzen sollte, da man keine Vorteile vom Arbeiten hat, sondern nur Mühe, die nicht angemessen honoriert wird. Sie gibt den Lesern Tipps, wie sie sich möglichst effektiv vor der Arbeit drücken können, ohne dass es auffällt, und dabei trotzdem den Anschein erwecken, erfolgreich zu arbeiten, um sich beruflich zu verbessern.

## Veröffentlichungen
- Die Entdeckung der Faulheit (2004, frz.: Bonjour Paresse), München: Goldmann 2005, ISBN 3-442-30113-0.
- Die Entdeckung des Begehrens, München: Goldmann 2007, ISBN 3-442-15403-0.
- No Kid. 40 Gründe, keine Kinder zu haben, Hamburg : Rowohlt 2008, ISBN 978-3-499-62387-5.
- Freud, München, Knesebeck 2012, ISBN 978-3-868-73510-9.
- Marx, Die Graphic Novel, Knesebeck 2013, ISBN 978-3-868-73648-9
- Einstein – Eine Graphic Novel, Knesebeck 2015, ISBN 978-3-868-738094
- Mein Lebe ist ein Bestseller, Berlin Jacoby & Stuart 2016, ISBN 978-3-946-59311-9